# Crambus domingellus
Crambus domingellus là một loài bướm đêm trong họ Crambidae.